# 观音寺 (新津区)
观音寺位於四川省成都市新津区永商镇宝桥村，始建于宋淳熙八年（1181年），元末毁于兵燹。明宣德年间重修。清康熙、乾隆、道光年间又多次修葺。咸丰年间再次被毁，仅存毗卢殿、观音殿。同治、光绪年间重修。民国年间失修，殿宇有所损毁。“文化大革命”期间又遭破坏。
观音寺现存明代的毗卢殿、观音殿及清代的山门、弥勒殿、接引殿，建筑面积1180平方米。毗卢殿建于明天顺六年（1462年），单檐歇山顶，面阔三间，10.72米，内有绘于明成化四年（1468年）的7幅工笔重彩壁画，有较高的艺术价值。观音殿建于明成化四年（1468年），单檐歇山顶，面阔五间，有精美的大士及罗汉塑像群。
1956年8月16日公佈為四川省第一批歷史及革命文物保護單位。1980年7月7日重新公佈為四川省第一批文物保護單位。2001年6月25日列為第五批全國重點文物保護單位。